# Gran Bretagna ai Giochi della XVI Olimpiade
La Gran Bretagna ha partecipato ai Giochi della XVI Olimpiade che si sono svolti a Melbourne dal 22 novembre all'8 dicembre 1956 
ed a Stoccolma dall'11 al 17 giugno dello stesso anno (solo per gli eventi equestri) 
con una delegazione di 197 atleti, di cui 29 donne, impegnati in 18 discipline,
aggiudicandosi 6 medaglie d'oro, 7 medaglie d'argento e 11 medaglie di bronzo.

## Medagliere

### Per discipline
| Sport            | Oro | Argento | Bronzo | Totale |
| ---------------- | --- | ------- | ------ | ------ |
| Pugilato         | 2   | 1       | 2      | 5      |
| Atletica leggera | 1   | 4       | 2      | 7      |
| Equitazione      | 1   | 0       | 2      | 3      |
| Nuoto            | 1   | 0       | 1      | 2      |
| Scherma          | 1   | 0       | 0      | 1      |
| Ciclismo         | 0   | 1       | 2      | 3      |
| Vela             | 0   | 1       | 2      | 3      |
| Totale           | 6   | 7       | 11     | 24     |

### Medaglie
| Medaglia | Atleta                                                       | Sport            | Evento                          |
| -------- | ------------------------------------------------------------ | ---------------- | ------------------------------- |
| Oro      | Chris Brasher                                                | Atletica leggera | 3000 metri siepi                |
| Oro      | Frank Weldon Laurence Rook Bertie Hill                       | Equitazione      | Concorso completo a squadre     |
| Oro      | Judy Grinham                                                 | Nuoto            | 100 metri dorso femminili       |
| Oro      | Terry Spinks                                                 | Pugilato         | Pesi mosca                      |
| Oro      | Dick McTaggart                                               | Pugilato         | Pesi leggeri                    |
| Oro      | Gillian Sheen                                                | Scherma          | Fioretto individuale femminile  |
| Argento  | Derek Johnson                                                | Atletica leggera | 800 metri piani                 |
| Argento  | Gordon Pirie                                                 | Atletica leggera | 5000 metri piani                |
| Argento  | Anne Pashley Heather Armitage Jean Scrivens June Foulds-Paul | Atletica leggera | Staffetta 4×100 metri femminile |
| Argento  | Thelma Hopkins                                               | Atletica leggera | Salto in alto femminile         |
| Argento  | Alan Jackson Stan Brittain Bill Holmes                       | Ciclismo         | Corsa a squadre                 |
| Argento  | Tommy Nicholls                                               | Pugilato         | Pesi piuma                      |
| Argento  | Robert Perry David Bowker Desmond Dillon                     | Vela             | 5,5 metri                       |
| Bronzo   | Derek Ibbotson                                               | Atletica leggera | 5000 metri piani                |
| Bronzo   | John Salisbury Mike Wheeler Peter Higgins Derek Johnson      | Atletica leggera | Staffetta 4×400 metri           |
| Bronzo   | Alan Jackson                                                 | Ciclismo         | Corsa in linea                  |
| Bronzo   | Don Burgess Mike Gambrill John Geddes Tom Simpson            | Ciclismo         | Inseguimento a squadre          |
| Bronzo   | Wilf White Pat Smythe Peter Robeson                          | Equitazione      | Salto ostacoli a squadre        |
| Bronzo   | Frank Weldon                                                 | Equitazione      | Concorso completo individuale   |
| Bronzo   | Margaret Edwards                                             | Nuoto            | 100 metri dorso femminili       |
| Bronzo   | Nicky Gargano                                                | Pugilato         | Pesi welter                     |
| Bronzo   | John McCormack                                               | Pugilato         | Pesi superwelter                |
| Bronzo   | Jasper Blackall Terry Smith                                  | Vela             | 12m² Sharpie                    |
| Bronzo   | Graham Mann Jonathan Janson Ronald Backus                    | Vela             | Dragone                         |

## Risultati

### Calcio
| Atleta | Classifica |                          |
| --- | --- | ------------------------ |
| V · D · M Nazionale olimpica britannica · Calcio ai Giochi Olimpici Estivi 1956 1 Adams · 2 Bromilow · 3 Coates · 4 Dodkins · 5 Farrer · 6 Hardisty · 7 Laybourne · 8 Lewin · 9 Lewis · 10 Pinner · 11 Prince · 12 Robinson · 13 Sharratt · 14 Stoker · 15 Topp · 16 Twissell · CT : Creek | 5° |                          |
| Nazionale olimpica britannica · Calcio ai Giochi Olimpici Estivi 1956 | |                          |
| 1 Adams · 2 Bromilow · 3 Coates · 4 Dodkins · 5 Farrer · 6 Hardisty · 7 Laybourne · 8 Lewin · 9 Lewis · 10 Pinner · 11 Prince · 12 Robinson · 13 Sharratt · 14 Stoker · 15 Topp · 16 Twissell · CT: Creek                                                                                  | 1 Adams · 2 Bromilow · 3 Coates · 4 Dodkins · 5 Farrer · 6 Hardisty · 7 Laybourne · 8 Lewin · 9 Lewis · 10 Pinner · 11 Prince · 12 Robinson · 13 Sharratt · 14 Stoker · 15 Topp · 16 Twissell · CT: Creek | Gran Bretagna (bandiera) |

### Pallanuoto
| Atleta | Classifica                                                                              |                          |
| --- | --------------------------------------------------------------------------------------- | ------------------------ |
| V · D · M Nazionale maschile britannica di pallanuoto · Giochi olimpici - Melbourne 1956 Grady • Worsell • Jones • Pass • Turner • Miller • Spooner • Ferguson • Knights · CT : - | 7°                                                                                      |                          |
| Nazionale maschile britannica di pallanuoto · Giochi olimpici - Melbourne 1956 |                                                                                         |                          |
| Grady • Worsell • Jones • Pass • Turner • Miller • Spooner • Ferguson • Knights · CT: -                                                                                           | Grady • Worsell • Jones • Pass • Turner • Miller • Spooner • Ferguson • Knights · CT: - | Gran Bretagna (bandiera) |